# Djibo

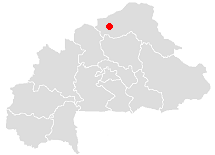
Djibos läge i Burkina Faso.

Djibo är en stad och kommun i norra Burkina Faso och är administrativ huvudort för provinsen Soum. Staden hade 28 990 invånare vid folkräkningen 2006, med totalt 60 042 invånare i hela kommunen.